# The Day Time Ended
The Day Time Ended (Ziua Sfârșitului timpurilor) este un film american SF independent din 1980 regizat de John Cardos. Rolurile principale au fost interpretate de actorii Jim Davis, Christopher Mitchum și Dorothy Malone. A fost nominalizat la premiul Saturn pentru cea mai bună actriță în rol secundar, Marcy Lafferty.
Filmul a fost denumit inițial Earth's Final Fury; apoi a fost schimbat în Vortex, deoarece s-a considerat că în acest mod se vor vinde mai multe bilete. Titlul final a devenit The Day Time Ended din motive necunoscute.

## Prezentare
Povestea filmului începe la sfârșitul anilor 1970 în California de Sud. Extratereștrii vizitează o casa alimentată cu energie solară a unei familii terestre din clasa de mijloc. Brusc, casa este  aspirată într-un vârtej de timp  și ajunge  în vremurile preistorice.

## Distribuție
- Jim Davis	... 	Grant Williams
- Dorothy Malone	... 	Ana Williams
- Christopher Mitchum	... 	Richard Williams
- Marcy Lafferty	... 	Beth Williams
- Scott Kolden	... 	Steve Williams
- Natasha Ryan	... 	Jenny Williams
- Roberto Contreras	... 	Gas Station Attendant

## Producție
Cheltuielile de producție s-au ridicat la 600.000 $. Filmul folosește tehnica de animație stop motion.